# Браун, Дэвид (продюсер)
Дэвид Браун (28 июля 1916, Манхэттен, Нью Йорк, США — 1 февраля 2010, там же) — американский кино- и театральный продюсер и писатель, наиболее известный как продюсер фильма 1975 года «Челюсти» по мотивам бестселлера Питера Бенчли.

## Биография
Дэвид Браун родился в Нью-Йорке, мать — Лилиан, отец — полковник Эдвард Фишер Браун. Дэвид был старшим братом Каролин Браун, которая вышла замуж за французского аристократа Эммануэля де Круссоль д’Юзеса, герцога Юзеса, затем повторно вышла замуж за Джеффри Карпентера Дойла, внука нью-йоркского архитектора Джеймса Эдвина Рутвена Карпентера-младшего.
Браун был выпускником Стэнфордского университета и Высшей школы журналистики Колумбийского университета.
Он начал свою профессиональную карьеру в качестве журналиста, сотрудничая с такими журналами, как Saturday Evening Post, Harper’s и Collier’s, прежде чем сам стал редактором. Он был главным редактором Cosmopolitan до того, как его жена Хелен Герли Браун присоединилась к редакции.
В 1951 году продюсер Дэррил Ф. Занук нанял Брауна возглавить отдел сюжетов в студии Занука, 20th Century Fox. В конце концов Браун поднялся до должности исполнительного вице-президента по креативным операциям. Он и Ричард Д. Занук, сын Дэррила, ушли из Fox в 1971 году в Warner Bros., но в следующем году они решили создать собственную производственную компанию.
Фильм-ограбление «Афера» (1973) с Полом Ньюманом и Робертом Редфордом в главных ролях был дебютом Занука/Брауна. В 1974 году компания совместно с Universal Pictures выпустила фильм «Шугарлендский экспресс», режиссерский дебют Стивена Спилберга.
После этого пара была продюсерами более десятка фильмов, в том числе драмы «Вердикт» (1982) режиссера Сидни Люмета с Полом Ньюманом в главной роли; научно-фантастический «Кокон» (1985) режиссера Рона Ховарда; и комедийная драма «Шофёр мисс Дэйзи» (1989) режиссера Брюса Бересфорда с Джессикой Тэнди и Морганом Фрименом в главных ролях. Шофёр мисс Дэйзи получила четыре премии «Оскар», в том числе награду за лучшую картину.
Без Занука Браун продолжал снимать фильмы, включая драму «Прах Анджелы» (1999) и мелодраму «Шоколад» (2000).
Браун и его партнер Занук были совместно награждены наградой имени Ирвинга Тальберга Академии кинематографических искусств и наук в 1990 году за их достижения в производстве фильмов, включая триллер «Челюсти» (1975) режиссера Стивена Спилберга.
Браун продюсировал различные бродвейские мюзиклы, в том числе «Сладкий запах успеха»: Мюзикл (2002), «Грязные гнилые негодяи» (2005) и офф-бродвейское музыкальное ревю Джерри Германа «Showtune» (2003).
Дэвид купил права на экранизацию и постановку драматической пьесы «Несколько хороших парней», написанной драматургом Аароном Соркином. Спектакль открылся в ноябре 1989 года и продлился 500 представлений. В одноименном фильме (1992) снялись Том Круз и Джек Николсон.
С 1959 года и до своей смерти Браун был мужем Хелен Герли Браун, редактора журнала Cosmopolitan в течение 32 лет и автора книги «Секс и одинокая девушка».
У Брауна был один сын, Брюс, от предыдущего брака, который умер раньше него, и сводный брат, Эдвард Фишер Браун-младший.
Браун написал «Руководство Брауна по хорошей жизни: Слезы, страх и скука» (2005), в котором дает советы по жизни. Он также написал «Позвольте мне развлечь вас» (1990), анекдотическую автобиографию.
Он умер в возрасте 93 лет в своем доме на Манхэттене от почечной недостаточности 1 февраля 2010 года. Его вдова Хелен умерла 13 августа 2012 года в возрасте 90 лет. Мистер и миссис Браун были похоронены в конце ноября 2012 года в соседних могилах на кладбище Сиско в Арканзасе. Семейное кладбище Хелен по материнской линии расположено к югу от деревни Осейдж в округе Кэрролл, штат Арканзас.

## Фильмография
| Год  | Фильм                    |
| ---- | ------------------------ |
| 1973 | Sssssss                  |
| 1973 | Афера                    |
| 1974 | Вилли Динамит            |
| 1974 | Шугарлендский экспресс   |
| 1974 | Чёрная ветряная мельница |
| 1974 | Девушка с Петровки       |
| 1975 | Санкция на пике Эйгера   |
| 1975 | Челюсти                  |
| 1977 | МакАртур                 |
| 1978 | Челюсти 2                |
| 1980 | Остров                   |
| 1981 | Беспокойные соседи       |
| 1982 | Вердикт                  |
| 1985 | Кокон                    |
| 1985 | Мишень                   |
| 1988 | Кокон: Возвращение       |
| 1989 | Шофёр мисс Дэйзи         |
| 1992 | Игрок                    |
| 1992 | Богатый любовью          |
| 1992 | Несколько хороших парней |
| 1993 | Кладбищенский клуб       |
| 1993 | Наблюдайте за этим       |
| 1995 | Канадский бекон          |
| 1997 | Святой                   |
| 1997 | Целуя девушек            |
| 1998 | Столкновение с бездной   |
| 1999 | Прах Анджелы             |
| 2000 | Шоколад                  |
| 2001 | И пришёл паук            |